# پاین‌هیل (نیومکزیکو)
پاین‌هیل (به انگلیسی: Pinehill) یک منطقهٔ مسکونی در ایالات متحده آمریکا است که در شهرستان سیبولا، نیومکزیکو واقع شده‌است. پاین‌هیل ۸٫۷ کیلومتر مربع مساحت و ۸۸ نفر جمعیت دارد و ۲٬۱۷۰ متر بالاتر از سطح دریا واقع شده‌است.